# The Mandrake Project
The Mandrake Project je sedmé studiové album anglického zpěváka Bruce Dickinsona, které vyšlo 1. března 2024 přes vydavatelství BMG. Od alba Tyranny of Souls je to 19 let a jedná se o nejdelší mezeru mezi studiovými alby Dickinsona. 
V lednu 2023 Dickinson prozradil, že pracuje na svém sedmém studiovém albu se svým dlouholetým producentem Royem Z. V září 2023 Dickinson prozradil název svého sedmého studiového alba, jež by mělo vyjít na začátku roku 2024, kdy se umělec rovněž po dlouhé době vydá na sólové turné. Později prozradil, že k albu přistupovali jako na Accident of Birth.
Album obsahuje song 'Eternity Has Failed', což je přepracovaná Dickinsonova píseň z Iron Maiden s názvem 'If Eternity Should Fail' na albu The Book of Souls.
Dne 30. listopadu 2023 vyšel první singl alba s názvem „Afterglow of Ragnarok“.
Dne 24. ledna 2024 vyšel druhý singl s názvem „Rain On The Graves“.
Album se umístilo v britském žebříčku na 3. místě, v německém žebříčku na 1. místě, ve švédském žebříčku na 1. místě a ve finském žebříčku na 1. místě, což jsou nejlepší umístění od debutového alba Tattooed Millionaire. A v Česku na 14. místě.

## Seznam skladeb
Všechny skladby napsal(i) Bruce Dickinson a Roy Z. 
| Pořadí         | Název                     | Délka |
| -------------- | ------------------------- | ----- |
| 1.             | Afterglow of Ragnarok     | 5:45  |
| 2.             | Many Doors to Hell        | 4:48  |
| 3.             | Rain of the Graves        | 5:05  |
| 4.             | Resurrection Men          | 6:24  |
| 5.             | Fingers in the Wounds     | 3:39  |
| 6.             | Eternity Has Failed       | 6:59  |
| 7.             | Mistress of Mercy         | 5:09  |
| 8.             | Face in the Mirror        | 4:08  |
| 9.             | Shadow of the Gods        | 7:02  |
| 10.            | Sonata (Immortal Beloved) | 9:51  |
| Celková délka: | Celková délka:            | 58:49 |

## Obsazení
- Bruce Dickinson – zpěv, akustická kytara (4, 8), přídavné klávesy (6, 7), perkuse (4, 6)
- Roy Z – kytary, baskytara, producent
- Dave Moreno – bicí
- Maestro Mistheria – klávesy

#### Hosté:
- Chris Declarcq – sólová kytara (3)
- Gus G – sólová kytara (6)
- Sergio Cuardos – flétna (6)